# Sandman – Über die See zum Himmel
Über die See zum Himmel (Originaltitel A Game of You) ist die fünfte Sammlung der Comicserie The Sandman, geschrieben von Neil Gaiman, illustriert von Shawn McManus, Colleen Doran, Bryan Talbot, George Pratt, Stan Woch und Dick Giordano und gelettert von Todd Klein.
Die Episoden in dieser Sammlung erschienen zuerst 1991 und 1992. Die Sammlung erschien als Paperback und Hardcover 1993.

## Handlung
Die fünfte Sammlung ist inhaltlich sehr eng sowohl mit der zweiten Sammlung Das Puppenhaus als auch mit der neunten Sammlung Die Gütigen verbunden. Der Hauptcharakter dieser Bände ist Barbie, die in ihrem Aussehen der gleichnamigen Puppe entspricht und mit Rose Walker während deren Zeit als Traumstrudel im selben Mietshaus wohnte (vgl. Das Puppenhaus).
Gaiman bemerkte oft, dass die Sandman-Sammlungen eine Art Geschlechtszugehörigkeit besäßen, weil jede Sammlung einen ganz eindeutigen männlichen oder weiblichen Charakter habe. A Game of You beinhaltet die meisten weiblichen Figuren und hat auch die meisten weiblichen Fans.
Die Handlung spielt teilweise innerhalb eines modernen New Yorker Mietshauses, das von Barbie und ihrer besten Freundin, einer Transfrau namens Wanda, dem lesbischen Paar Foxglove und Hazel, einer Hexe namens Thessaly und einem ruhigen Mann namens George bewohnt wird. George ist ein Abgesandter des anderen Hauptortes der Handlung. Dieser Ort ist Teil des Traumlandes, den Barbie in ihrer Jugend erschaffen und mit lebendigen Versionen ihrer Stofftiere ausgestattet hat. Diese Traumwelt erscheint zunächst als eine Ansammlung von Fantasy-Klischees.
Im Laufe der Geschichte verblasst die Grenze zwischen Realität und Traum, bis sie, wie es bei Gaiman oft der Fall ist, verschwindet. Und für Barbie, die komatös in Georges New Yorker Apartment liegt, wird ihr Traum wirklich und lebensbedrohend. Die Traumwelt wird durch den „Kuckuck“ bedroht, der sich am Ende als eine jüngere Traumversion von Barbie selbst herausstellt. Thessaly ermordet George, zieht sein Gesicht ab und hängt es an die Wand, um mit ihm weiterhin sprechen zu können. Gefolgt von Foxglove und Hazel, die ihre Freundin retten wollen, dringt sie in Barbies Traum ein, um sich am Kuckuck zu rächen. Es stellt sich heraus, dass sie eine Hexe ist, die ihre schon mehrere tausend Jahre lange Lebensspanne auf die sorgfältige Pflege von Rachegedanken zurückführt. Thessalien galt in der Antike als Land der Magie und dämonischer Frauen.
Der Kuckuck selbst versucht, sein Nest, Barbies Traumwelt, zu zerstören, um „fliegen zu lernen“, also in die wache Welt einzudringen. Am Ende erscheint Dream und beendet den Konflikt, indem er diesen Teil der Traumwelt auflöst.
Zugleich tobt in der realen Welt ein Sturm über New York, der das Mietshaus zum Einstürzen bringt, wobei Wanda ums Leben kommt. Barbie reist zu ihrer Beerdigung tief in den Mittleren Westen, wo Wanda als Alvin geboren wurde. Mit ihrem Lippenstift korrigiert sie den Namen auf dem Grabstein von Alvin zu Wanda.